# Міщенко Максим Юрійович
Макси́м Ю́рійович Мі́щенко (1995—2014) — старший солдат Збройних сил України, учасник російсько-української війни.

## З життєпису
Народився 1995 року в місті Кривий Ріг. Закінчив 9 класів криворізької школи № 85. Фанат футбольного клубу «Кривбас»; займався боксом. Навчався в центрі перепідготовки робітничих кадрів; поступив на контрактну службу.
Старший навідник, 25-та окрема повітрянодесантна бригада.
5 серпня 2014 року близько 4-ї години ранку при виконанні бойового завдання поблизу Орлово-Іванівки підрозділ бригади потрапив у засідку терористів, внаслідок обстрілів з танків Максим Міщенко загинув. Тоді ж загинули від прямого влучення снаряду у бойову машину 2С9 «Нона» (бортовий номер «915») старший лейтенвнт Руднєв Андрій Володимирович, старший солдат Мельников Віктор Валерійович, молодщий сержант Русєв Сергій В'ячеславович, старший солдат Лащенко Артем Сергійович, солдат Морозюк В'ячеслав Юрійович та старший солдат Лащенко Максим Сергійович.
Похований в місті Кривий Ріг, Дніпропетровська область, кладовище «Всебратське».
Без сина лишився батько Юрій Миколайович.

## Нагороди та вшанування
- 14 листопада 2014 року за особисту мужність і героїзм, виявлені у захисті державного суверенітету та територіальної цілісності України, вірність військовій присязі під час російсько-української війни, відзначений — нагороджений орденом «За мужність» III ступеня (посмертно).
- його портрет розміщений на меморіалі «Стіна пам'яті полеглих за Україну» у Києві: секція 2, ряд 5, місце 15.
- Вшановується в меморіальному комплексі «Зала пам'яті», в щоденному ранковому церемоніалі 5 серпня[2][3]
- 12 листопада 2014 року в криворізькій школі № 85 відбулося урочисте відкриття меморіальної дошки в пам'ять Максима Міщенка.
- Перший «домашній» матч для ФК «Кривбас» в сезоні УПЛ-2021/2022 присвятив про загиблих ультрас — серед них і Максим Міщенко[4]